# Thuraya Al-Hafez
Thuraya Al-Hafez, född 1911, död 2000, var en syrisk feminist. 
Hon blev 1928 den första kvinnliga grundskoleläraren i Syrien. 
Hon grundande 1927 kvinnoföreningen Damascene Women's Awakening Society, och 1930 Women's School Alumnae Association. 
År 1942 ledde hon en kvinnomarsch till myndighetsbyggnaden i Damaskus, där hon och de övriga kvinnorna offentligt tog av sig sina slöjor, och hon höll ett tal där hon menade att koranen inte krävde att kvinnor bar slöjor. 
År 1953 fick kvinnor rösträtt i Syrien och samma år ställde hon upp i parlamentsvalet. Hon vann ingen plats, men spelade en pionjärroll bara genom att ställa upp. 